# Temporada do Club Atlético de Madrid de 2018–19
O Club Atlético de Madrid, na temporada 2018–19, disputa a Supercopa da UEFA, a La Liga, a Copa del Rey e a Liga dos Campeões da UEFA.

## Uniforme
Fornecedor
- Nike

Patrocinador Principal
- Plus500

| 1ª | 2ª | 3ª |

## Jogadores

### Elenco
Atualizado até 27 de abril de 2019
Legenda
- : Capitão
- : Jogador lesionado/contundido

### Transferências
| - : Jogadores que chegaram ou saíram por empréstimo - : Jogadores que chegaram ou saíram após serem emprestados - : Jogadores que chegaram sem custos | - : Jogadores que chegaram ou saíram após compra de direitos/multa rescisória - : Jogadores que chegaram ou saíram após o fim do contrato - : Jogadores que chegaram ou saíram após terem seus contratos rescindidos |

| Entradas           |      |                    |              |        |
| Jogador            | Pos. | Clube anterior     | Valor        | Ref.   |
| Adán               | G    | Betis              | € 1 milhão   | [ 2 ]  |
| André Moreira      | G    | Belenenses         | Gratuito     | [ 3 ]  |
| Jonny Castro       | Z    | Celta de Vigo      | € 7 milhões  | [ 4 ]  |
| Emiliano Velázquez | Z    | Rayo Vallecano     | Gratuito     |        |
| Santiago Arias     | LE   | PSV Eindhoven      | € 11 milhões | [ 5 ]  |
| Rodri              | V    | Villarreal         | € 20 milhões | [ 6 ]  |
| Thomas Lemar       | M    | Monaco             | € 70 milhões | [ 7 ]  |
| Nehuén Pérez       | Z    | Argentinos Juniors | Não revelado | [ 8 ]  |
| Diogo Jota         | M    | Wolverhampton      | Gratuito     | [ 9 ]  |
| Gelson Martins     | M    | Sporting           | Gratuito     | [ 10 ] |
| Bernard Mensah     | M    | Kasımpaşa          | Gratuito     | [ 11 ] |
| Nikola Kalinić     | A    | Milan              | € 15 milhões | [ 12 ] |
| Luciano Vietto     | A    | Valencia           | Gratuito     |        |
| André Moreira      | G    | Aston Villa        | Gratuito     | [ 13 ] |
| Álvaro Morata      | A    | Chelsea            | Empréstimo   | [ 14 ] |
| Jonny Castro       | Z    | Wolverhampton      | Empréstimo   |        |
| Nehuén Pérez       | Z    | Argentinos Juniors | Empréstimo   | [ 8 ]  |
| Héctor Hernández   | A    | Málaga             | Empréstimo   | [ 15 ] |
| Axel Werner        | G    | Huesca             | Empréstimo   | [ 16 ] |

| Saídas             |      |                  |              |        |
| Jogador            | Pos. | Clube posterior  | Valor        | Ref.   |
| André Moreira      | G    | Aston Villa      | Empréstimo   | [ 17 ] |
| Héctor Hernández   | A    | Málaga           | Empréstimo   | [ 15 ] |
| Axel Werner        | G    | Huesca           | Empréstimo   | [ 16 ] |
| Šime Vrsaljko      | LD   | Internazionale   | Empréstimo   | [ 18 ] |
| Jonny Castro       | Z    | Wolverhampton    | Empréstimo   |        |
| Emiliano Velázquez | Z    | Rayo Vallecano   | € 1 milhão   | [ 19 ] |
| Gabi               | V    | Al-Sadd          | Não revelado | [ 20 ] |
| Kevin Gameiro      | A    | Valencia         | € 20 milhões | [ 21 ] |
| Luciano Vietto     | A    | Fulham           | Empréstimo   | [ 22 ] |
| Fernando Torres    | A    | Sagan Tosu       | Gratuito     | [ 23 ] |
| André Moreira      | G    | Feirense         | Empréstimo   | [ 13 ] |
| Gelson Martins     | A    | Monaco           | Empréstimo   | [ 24 ] |
| Jonny Castro       | Z    | Wolverhampton    | Não revelado | [ 25 ] |
| Héctor Hernández   | A    | Rayo Majadahonda | Empréstimo   | [ 26 ] |
| Axel Werner        | G    | Málaga           | Empréstimo   | [ 27 ] |

## Estatísticas
Atualizado em 18 de maio de 2019.

### Desempenho da equipe

#### Desempenho geral
| Técnico       | J  | V  | E  | D | GP | GS | SG  | %    |
| ------------- | -- | -- | -- | - | -- | -- | --- | ---- |
| Diego Simeone | 51 | 30 | 13 | 8 | 79 | 44 | +32 | 67.3 |

#### Como mandante
| Técnico       | J  | V  | E | D | GP | GS | SG  | %    |
| ------------- | -- | -- | - | - | -- | -- | --- | ---- |
| Diego Simeone | 25 | 20 | 4 | 1 | 48 | 14 | +34 | 85.3 |

#### Como visitante
| Técnico       | J  | V  | E | D | GP | GS | SG | %    |
| ------------- | -- | -- | - | - | -- | -- | -- | ---- |
| Diego Simeone | 26 | 10 | 9 | 7 | 31 | 30 | +1 | 50.0 |

### Público

#### Maiores públicos
| Nº | Público |                    | Placar | Visitante         | Data                    | Competição        |
| -- | ------- | ------------------ | ------ | ----------------- | ----------------------- | ----------------- |
| 1  | 67 752  | Atlético de Madrid | 1 – 3  | Real Madrid       | 9 de fevereiro de 2019  | La Liga           |
| 2  | 67 204  | Atlético de Madrid | 1 – 1  | Barcelona         | 24 de novembro de 2018  | La Liga           |
| 3  | 67 193  | Atlético de Madrid | 2 – 0  | Juventus          | 20 de fevereiro de 2019 | Liga dos Campeões |
| 4  | 63 786  | Atlético de Madrid | 1 – 0  | Betis             | 7 de outubro de 2018    | La Liga           |
| 5  | 61 023  | Atlético de Madrid | 2 – 0  | Borussia Dortmund | 6 de novembro de 2018   | Liga dos Campeões |
| 6  | 60 234  | Atlético de Madrid | 1 – 1  | Sevilla           | 12 de maio de 2019      | La Liga           |
| 7  | 59 321  | Atlético de Madrid | 3 – 2  | Athletic Bilbao   | 10 de novembro de 2018  | La Liga           |
| 8  | 59 114  | Atlético de Madrid | 2 – 0  | Villarreal        | 24 de fevereiro de 2019 | La Liga           |
| 9  | 58 321  | Atlético de Madrid | 1 – 0  | Leganés           | 9 de março de 2019      | La Liga           |
| 10 | 58 069  | Atlético de Madrid | 1 – 0  | Espanyol          | 22 de dezembro de 2018  | La Liga           |

#### Média de público
| La Liga     | Copa del Rey | Liga dos Campeões | Média total |
| ----------- | ------------ | ----------------- | ----------- |
| 56.209 (19) | 38.317 (2)   | 60.068 (4)        | 55.395 (25) |

#### Público total
| La Liga        | Copa del Rey | Liga dos Campeões | Média total    |
| -------------- | ------------ | ----------------- | -------------- |
| 1.067.978 (19) | 76.635 (2)   | 240.272 (4)       | 1.384.885 (25) |

* Em parênteses, o número de jogos.

### Artilharia
Atualizado em 12 de maio de 2019.
| #   | Jogador           | Gols | La Liga | Copa del Rey | Champions League | Supercopa |
| --- | ----------------- | ---- | ------- | ------------ | ---------------- | --------- |
| 1º  | Antoine Griezmann | 21   | 15      | 2            | 4                | 0         |
| 2º  | Koke              | 6    | 3       | 0            | 2                | 1         |
| 2º  | Álvaro Morata     | 6    | 6       | 0            | 0                | 0         |
| 2º  | Saúl Ñíguez       | 6    | 4       | 0            | 1                | 1         |
| 5º  | Ángel Correa      | 5    | 3       | 2            | 0                | 0         |
| 5º  | Diego Costa       | 5    | 2       | 0            | 1                | 2         |
| 7º  | Diego Godín       | 4    | 3       | 0            | 1                | 0         |
| 7º  | Nikola Kalinić    | 4    | 2       | 2            | 0                | 0         |
| 7º  | Thomas Lemar      | 4    | 3       | 1            | 0                | 0         |
| 10º | Rodri             | 3    | 3       | 0            | 0                | 0         |
| 10º | Thomas Partey     | 3    | 3       | 0            | 0                | 0         |
| 12º | José Giménez      | 2    | 0       | 0            | 2                | 0         |
| 12º | Filipe Luís       | 2    | 2       | 0            | 0                | 0         |
| 14º | Santiago Arias    | 1    | 1       | 0            | 0                | 0         |
| 14º | Sergio Camello    | 1    | 1       | 0            | 0                | 0         |
| 14º | Borja Garcés      | 1    | 1       | 0            | 0                | 0         |
| 14º | Lucas Hernández   | 1    | 1       | 0            | 0                | 0         |
| 14º | Gelson Martins    | 1    | 0       | 1            | 0                | 0         |
| 14º | Vitolo            | 1    | 0       | 1            | 0                | 0         |

### Assistências
Atualizado em 12 de maio de 2019.
| #   | Jogador           | Ass. | La Liga | Copa del Rey | Champions League | Supercopa |
| --- | ----------------- | ---- | ------- | ------------ | ---------------- | --------- |
| 1º  | Antoine Griezmann | 11   | 9       | 1            | 1                | 0         |
| 2º  | Thomas Partey     | 6    | 4       | 0            | 1                | 1         |
| 3º  | Thomas Lemar      | 5    | 2       | 2            | 1                | 0         |
| 3º  | Koke              | 5    | 4       | 0            | 1                | 0         |
| 5º  | Ángel Correa      | 4    | 2       | 0            | 1                | 1         |
| 6º  | Diego Costa       | 3    | 2       | 0            | 1                | 0         |
| 6º  | Diego Godín       | 3    | 1       | 1            | 0                | 1         |
| 6º  | Filipe Luís       | 3    | 2       | 0            | 1                | 0         |
| 6º  | Saúl Ñíguez       | 3    | 1       | 2            | 0                | 0         |
| 6º  | Vitolo            | 3    | 1       | 1            | 0                | 1         |
| 11º | Santiago Arias    | 2    | 1       | 0            | 0                | 1         |
| 11º | Stefan Savić      | 2    | 2       | 0            | 0                | 0         |
| 13º | Juanfran          | 1    | 1       | 0            | 0                | 0         |
| 13º | Nikola Kalinić    | 1    | 0       | 1            | 0                | 0         |
| 13º | Álvaro Morata     | 1    | 1       | 0            | 0                | 0         |
| 13º | Rodri             | 1    | 1       | 0            | 0                | 0         |

## Pré-temporada

### Amistosos
| 5 de agosto de 2018 | Stuttgart         | 1 – 1     | Atlético de Madrid | Mercedes-Benz Arena, Estugarda           |
| 16:45 (UTC+2)       | Didavi 58' (pen.) | Relatório | 60' Joaquín Muñoz  | Público: 59 112 Árbitro: GER Marco Fritz |

| 8 de agosto de 2018 | Cagliari | 0 – 1     | Atlético de Madrid | Sardegna Arena, Cagliari                      |
| 20:00 (UTC+2)       |          | Relatório | 32' Borja Garcés   | Público: 15 000 Árbitro: ITA Maurizio Mariani |

| 21 de maio de 2019 | Beitar Jerusalem | 2 – 1     | Atlético de Madrid   | Teddy Stadium, Jerusalém                 |
| 19:30 (UTC+3)      | Buzaglo 14', 58' | Relatório | 49' (pen.) Griezmann | Público: 28 000 Árbitro: ISR Liran Liani |

### International Champions Cup
| 26 de julho de 2018 | Atlético de Madrid | 1 – 1     | Arsenal        | National Stadium, Kallang   |
| 19:35 (UTC+8)       | Vietto 41'         | Relatório | 47' Smith-Rowe | Árbitro: SIN Ahmad A'Qashah |

| 30 de julho de 2018 | Paris Saint-Germain                       | 3 – 2     | Atlético de Madrid        | National Stadium, Kallang    |
| 19:35 (UTC+8)       | Nkunku 32' · Diaby 71' · Postolachi 90+2' | Relatório | 75' Mollejo · 86' Bernede | Árbitro: SIN Muhammad Jahari |

| 11 de agosto de 2018 | Atlético de Madrid | 0 – 1     | Internazionale       | Wanda Metropolitano, Madrid  |
| 21:05 (UTC+2)        |                    | Relatório | 31' Lautaro Martínez | Árbitro: SIN Muhammad Jahari |

## Competições

### Supercopa da UEFA
| 15 de agosto de 2018 | Real Madrid                           | 2 – 4     | Atlético de Madrid                         | A. Le Coq Arena, Tallinn      |
| 22:00 (UTC+3)        | Benzema 27' · Sergio Ramos 63' (pen.) | Relatório | 1', 79' Diego Costa · 98' Saúl · 108' Koke | Árbitro: POL Szymon Marciniak |

### La Liga

#### Classificação na Liga
| Pos | Equipes            | Pts | J  | V  | E  | D  | GM | GS | SG  | Classificação ou rebaixamento                          |
| --- | ------------------ | --- | -- | -- | -- | -- | -- | -- | --- | ------------------------------------------------------ |
| 1   | Barcelona          | 87  | 38 | 26 | 9  | 3  | 90 | 36 | +54 | Fase de grupos da Liga dos Campeões da UEFA de 2019–20 |
| 2   | Atlético de Madrid | 76  | 38 | 22 | 10 | 6  | 55 | 29 | +26 | Fase de grupos da Liga dos Campeões da UEFA de 2019–20 |
| 3   | Real Madrid        | 68  | 38 | 21 | 5  | 12 | 63 | 46 | +17 | Fase de grupos da Liga dos Campeões da UEFA de 2019–20 |
| 4   | Valencia           | 61  | 38 | 15 | 16 | 7  | 51 | 35 | +16 | Fase de grupos da Liga dos Campeões da UEFA de 2019–20 |
| 5   | Getafe             | 59  | 38 | 15 | 14 | 9  | 48 | 35 | +13 | Liga Europa da UEFA de 2019–20                         |

#### Partidas
1º Rodada
| 20 de agosto de 2018 | Valencia    | 1 – 1     | Atlético de Madrid | Mestalla, Valência                         |
| 20:00 (UTC+2)        | Rodrigo 55' | Relatório | 26' Correa         | Público: 46 174 Árbitro: Jesús Gil Manzano |

2ª rodada
| 25 de agosto de 2018 | Atlético de Madrid | 1 – 0     | Rayo Vallecano | Wanda Metropolitano, Madrid                          |
| 20:15 (UTC+2)        | Griezmann 62'      | Relatório |                | Público: 52 693 Árbitro: José Luis González González |

3ª rodada
| 1 de setembro de 2018 | Celta de Vigo              | 2 – 0     | Atlético de Madrid | Abanca-Balaídos, Vigo                        |
| 18:30 (UTC+2)         | Maxi Gómez 46' · Aspas 52' | Relatório |                    | Público: 19 013 Árbitro: Antonio Mateu Lahoz |

4ª rodada
| 15 de setembro de 2018 | Atlético de Madrid | 1 – 1     | Eibar            | Wanda Metropolitano, Madrid                    |
| 13:00 (UTC+2)          | Borja Garcés 90+4' | Relatório | 87' Sergi Enrich | Público: 55 674 Árbitro: Juan Martínez Munuera |

5ª rodada
| 22 de setembro de 2018 | Getafe | 0 – 2     | Atlético de Madrid | Coliseum Alfonso Pérez, Getafe                       |
| 18:30 (UTC+2)          |        | Relatório | 14', 60' Lemar     | Público: 12 458 Árbitro: José María Sánchez Martínez |

6ª rodada
| 25 de setembro de 2018 | Atlético de Madrid                    | 3 – 0     | Huesca | Wanda Metropolitano, Madrid                     |
| 22:00 (UTC+2)          | Griezmann 16' · Thomas 30' · Koke 34' | Relatório |        | Público: 47 023 Árbitro: Pablo González Fuertes |

7ª rodada
| 29 de setembro de 2018 | Real Madrid | 0 – 0     | Atlético de Madrid | Santiago Bernabéu, Madrid                      |
| 20:45 (UTC+2)          |             | Relatório |                    | Público: 78 642 Árbitro: Juan Martínez Munuera |

8ª rodada
| 7 de outubro de 2018 | Atlético de Madrid | 1 – 0     | Betis | Wanda Metropolitano, Madrid                       |
| 16:15 (UTC+2)        | Correa 74'         | Relatório |       | Público: 63 786 Árbitro: Alberto Undiano Mallenco |

9ª rodada
| 20 de outubro de 2018 | Villarreal       | 1 – 1     | Atlético de Madrid | La Cerámica, Vila-real                            |
| 18:30 (UTC+2)         | Mario Gaspar 65' | Relatório | 51' Filipe Luís    | Público: 17 518 Árbitro: Javier Estrada Fernández |

10ª rodada
| 27 de outubro de 2018 | Atlético de Madrid          | 2 – 0     | Real Sociedad | Wanda Metropolitano, Madrid                  |
| 20:45 (UTC+2)         | Godín 45' · Filipe Luís 60' | Relatório |               | Público: 57 514 Árbitro: Antonio Mateu Lahoz |

11ª rodada
| 3 de novembro de 2018 | Leganés      | 1 – 1     | Atlético de Madrid | Municipal de Butarque, Leganés              |
| 14:00 (UTC+1)         | Carrillo 82' | Relatório | 69' Griezmann      | Público: 12 319 Árbitro: Mario Melero López |

12ª rodada
| 10 de novembro de 2018 | Atlético de Madrid                         | 3 – 2     | Athletic Bilbao   | Wanda Metropolitano, Madrid                          |
| 19:30 (UTC+1)          | Thomas 61' · Rodri 80' · Diego Godín 90+1' | Relatório | 36', 64' Williams | Público: 59 321 Árbitro: José María Sánchez Martínez |

13ª rodada
| 24 de novembro de 2018 | Atlético de Madrid | 1 – 1     | Barcelona   | Wanda Metropolitano, Madrid                |
| 21:45 (UTC+1)          | Diego Costa 76'    | Relatório | 90' Dembélé | Público: 67 204 Árbitro: Jesús Gil Manzano |

14ª rodada
| 2 de dezembro de 2018 | Girona              | 1 – 1     | Atlético de Madrid | Montilivi, Girona                                     |
| 16:15 (UTC+1)         | Stuani 45+2' (pen.) | Relatório | 82' Ramalho        | Público: 12 104 Árbitro: Ricardo de Burgos Bengoetxea |

15ª rodada
| 8 de dezembro de 2018 | Atlético de Madrid                      | 3 – 0     | Alavés | Wanda Metropolitano, Madrid                                 |
| 13:00 (UTC+1)         | Kalinić 25' · Griezmann 82' · Rodri 87' | Relatório |        | Público: 55 810 Árbitro: Alejandro José Hernández Hernández |

16ª rodada
| 15 de dezembro de 2018 | Valladolid            | 2 – 3     | Atlético de Madrid                      | José Zorrilla, Valladolid                         |
| 16:15 (UTC+1)          | Calero 57' · Saúl 63' | Relatório | 26' Kalinić · 45' (pen.), 80' Griezmann | Público: 22 585 Árbitro: Alberto Undiano Mallenco |

17ª rodada
| 22 de dezembro de 2018 | Atlético de Madrid   | 1 – 0     | Espanyol | Wanda Metropolitano, Madrid                 |
| 16:15 (UTC+1)          | Griezmann 56' (pen.) | Relatório |          | Público: 58 069 Árbitro: Mario Melero López |

18ª rodada
| 6 de janeiro de 2019 | Sevilla        | 1 – 1     | Atlético de Madrid | Ramón Sánchez Pizjuán, Sevilha               |
| 16:15 (UTC+1)        | Ben Yedder 37' | Relatório | 45' Griezmann      | Público: 38 605 Árbitro: Antonio Mateu Lahoz |

19ª rodada
| 13 de janeiro de 2019 | Atlético de Madrid   | 1 – 0     | Levante | Wanda Metropolitano, Madrid                      |
| 12:00 (UTC+1)         | Griezmann 57' (pen.) | Relatório |         | Público: 57 093 Árbitro: Eduardo Prieto Iglesias |

20ª rodada
| 19 de janeiro de 2019 | Huesca | 0 – 3     | Atlético de Madrid               | El Alcoraz, Huesca                                 |
| 18:30 (UTC+1)         |        | Relatório | 31' Lucas · 52' Arias · 71' Koke | Público: 7 106 Árbitro: Guillermo Cuadra Fernández |

21ª rodada
| 26 de janeiro de 2019 | Atlético de Madrid       | 2 – 0     | Getafe | Wanda Metropolitano, Madrid                          |
| 16:15 (UTC+1)         | Griezmann 27' · Saúl 37' | Relatório |        | Público: 55 709 Árbitro: Ignacio Iglesias Villanueva |

22ª rodada
| 3 de fevereiro de 2019 | Betis       | 1 – 0     | Atlético de Madrid | Benito Villamarín, Sevilha                   |
| 16:15 (UTC+1)          | Canales 65' | Relatório |                    | Público: 50 864 Árbitro: David Medié Jiménez |

23ª rodada
| 9 de fevereiro de 2019 | Atlético de Madrid | 1 – 3     | Real Madrid                                       | Wanda Metropolitano, Madrid                       |
| 16:15 (UTC+1)          | Griezmann 25'      | Relatório | 16' Casemiro · 42' (pen.) Sergio Ramos · 74' Bale | Público: 67 752 Árbitro: Javier Estrada Fernández |

24ª rodada
| 15 de fevereiro de 2019 | Rayo Vallecano | 0 – 1     | Atlético de Madrid | Vallecas, Madrid                           |
| 16:15 (UTC+1)           |                | Relatório | 74' Griezmann      | Público: 13 880 Árbitro: Jesús Gil Manzano |

25ª rodada
| 24 de fevereiro de 2019 | Atlético de Madrid    | 2 – 0     | Villarreal | Wanda Metropolitano, Madrid                       |
| 16:15 (UTC+1)           | Morata 31' · Saúl 88' | Relatório |            | Público: 59 114 Árbitro: Alberto Undiano Mallenco |

26ª rodada
| 3 de março de 2019 | Real Sociedad | 0 – 2     | Atlético de Madrid | Anoeta, San Sebastián                                |
| 18:30 (UTC+1)      |               | Relatório | 29', 32' Morata    | Público: 26 004 Árbitro: José Luis González González |

27ª rodada
| 9 de março de 2019 | Atlético de Madrid | 1 – 0     | Leganés | Wanda Metropolitano, Madrid                  |
| 16:15 (UTC+1)      | Saúl 49'           | Relatório |         | Público: 58 321 Árbitro: Antonio Mateu Lahoz |

28ª rodada
| 16 de março de 2019 | Athletic Bilbao          | 2 – 0     | Atlético de Madrid | San Mamés, Bilbau                             |
| 18:30 (UTC+1)       | Williams 73' · Kodro 85' | Relatório |                    | Público: 39 735 Árbitro: Santiago Jaime Latre |

29ª rodada
| 30 de março de 2019 | Alavés | 0 – 4     | Atlético de Madrid                            | Mendizorroza, Vitoria-Gasteiz               |
| 20:45 (UTC+1)       |        | Relatório | 5' Saúl · 11' Costa · 59' Morata · 84' Thomas | Público: 19 117 Árbitro: Mario Melero López |

30ª rodada
| 2 de abril de 2019 | Atlético de Madrid          | 2 – 0     | Girona | Wanda Metropolitano, Madrid                          |
| 19:30 (UTC+2)      | Godín 76' · Griezmann 90+4' | Relatório |        | Público: 40 863 Árbitro: Ignacio Iglesias Villanueva |

31ª rodada
| 6 de abril de 2019 | Barcelona                     | 2 – 0     | Atlético de Madrid | Camp Nou, Barcelona                        |
| 20:45 (UTC+2)      | Suárez 85' · Lionel Messi 86' | Relatório |                    | Público: 90 774 Árbitro: Jesús Gil Manzano |

32ª rodada
| 13 de abril de 2019 | Atlético de Madrid         | 2 – 0     | Celta de Vigo | Wanda Metropolitano, Madrid                           |
| 18:30 (UTC+2)       | Griezmann 42' · Morata 74' | Relatório |               | Público: 55 269 Árbitro: Ricardo de Burgos Bengoetxea |

33ª rodada
| 20 de abril de 2019 | Eibar | 0 – 1     | Atlético de Madrid | Ipurua, Eibar                                 |
| 16:15 (UTC+2)       |       | Relatório | 85' Lemar          | Público: 4 750 Árbitro: Javier Alberola Rojas |

34ª rodada
| 24 de abril de 2019 | Atlético de Madrid                     | 3 – 2     | Valencia                        | Wanda Metropolitano, Madrid                                 |
| 19:30 (UTC+2)       | Morata 9' · Griezmann 49' · Correa 81' | Relatório | 36' Gameiro · 77' (pen.) Parejo | Público: 43 531 Árbitro: Alejandro José Hernández Hernández |

35ª rodada
| 27 de abril de 2019 | Atlético de Madrid | 1 – 0     | Valladolid | Wanda Metropolitano, Madrid           |
| 16:15 (UTC+2)       | Joaquín 66'        | Relatório |            | Público: 52 969 Árbitro: Melero López |

36ª rodada
| 4 de maio de 2019 | Espanyol                               | 3 – 0     | Atlético de Madrid | RCDE Stadium, Barcelona                            |
| 16:15 (UTC+2)     | Godín 45+1' · Iglesias 52', 89' (pen.) | Relatório |                    | Público: 20 207 Árbitro: José Luis Munuera Montero |

37ª rodada
| 12 de maio de 2019 | Atlético de Madrid | 1 – 1     | Sevilla     | Estádio Wanda Metropolitano, Madrid                   |
| 18:30 (UTC+2)      | Koke 30'           | Relatório | 70' Sarabia | Público: 60 234 Árbitro: Ricardo de Burgos Bengoetxea |

38ª rodada
| 19 de maio de 2019 | Levante               | 2 – 2     | Atlético de Madrid      | Estádio Cidade de Valência, Valência                 |
| 20:00 (UTC+2)      | Cabaco 6' · Martí 36' | Relatório | 68' Rodri · 79' Camello | Público: 20 073 Árbitro: Ignacio Iglesias Villanueva |

### Copa del Rey

#### Dezesseis avos de final
Jogo de ida
| 30 de outubro de 2018 | Sant Andreu | 0 – 1 | Atlético de Madrid | Narcís Sala, Barcelona                    |
| 21:30 (UTC+1)         |             |       | 32' Gelson Martins | Público: 5 995 Árbitro: Jesús Gil Manzano |

Jogo de volta
| 5 de dezembro de 2018 | Atlético de Madrid                                | 4 – 0 | Sant Andreu | Wanda Metropolitano, Madrid                 |
| 19:30 (UTC+1)         | Lemar 48' · Kalinić 53' · Correa 55' · Vitolo 81' |       |             | Público: 31 414 Árbitro: Mario Melero López |

Atlético de Madrid venceu por 5–0 no placar agregado.

#### Quartas de final
Jogo de ida
| 9 de janeiro de 2019 | Girona     | 1 – 1 | Atlético de Madrid | Montilivi, Girona |
| 19:30 (UTC+1)        | Lozano 34' |       | 9' Griezmann       |                   |

Jogo de volta
| 16 de janeiro de 2019 | Atlético de Madrid                       | 3 – 3 | Girona                                | Wanda Metropolitano, Madrid                  |
| 16:30 (UTC+1)         | Kalinić 12' · Correa 66' · Griezmann 84' |       | 37' Valery · 59' Stuani · 88' Doumbia | Público: 45 221 Árbitro: Antonio Mateu Lahoz |

4–4 no placar agregado. Girona vence pela regra do gol fora de casa.

### Liga dos Campeões da UEFA

#### Fase de grupos
| Pos | Equipe             | Pts | J | V | E | D | GP | GC | SG  |                                  |  | DOR | ATM | BRU | MON |
| --- | ------------------ | --- | - | - | - | - | -- | -- | --- | -------------------------------- |  | --- | --- | --- | --- |
| 1   | Borussia Dortmund  | 13  | 6 | 4 | 1 | 1 | 10 | 2  | +8  | Classificado às oitavas de final |  | —   | 4–0 | 0–0 | 3–0 |
| 2   | Atlético de Madrid | 13  | 6 | 4 | 1 | 1 | 9  | 6  | +3  | Classificado às oitavas de final |  | 2–0 | —   | 3–1 | 2–0 |
| 3   | Brugge             | 6   | 6 | 1 | 3 | 2 | 6  | 5  | +1  | Transferido para Liga Europa     |  | 0–1 | 0–0 | —   | 1–1 |
| 4   | Monaco             | 1   | 6 | 0 | 1 | 5 | 2  | 14 | −12 | Eliminado                        |  | 0–2 | 1–2 | 0–4 | —   |

1. 1 2  Diferença de gols no confronto direto: Borussia Dortmund +2, Atlético Madrid –2.

| 18 de setembro de 2018 | Monaco       | 1 – 2     | Atlético de Madrid            | Stade Louis II, Mônaco                      |
| 21:00 (UTC+2)          | Grandsir 18' | Relatório | 31' Diego Costa · 45' Giménez | Público: 10 575 Árbitro: SCO William Collum |

| 3 de outubro de 2018 | Atlético de Madrid              | 3 – 1     | Brugge         | Wanda Metropolitano, Madrid                |
| 21:00 (UTC+2)        | Griezmann 28', 67' · Koke 90+4' | Relatório | 39' Groeneveld | Público: 55 742 Árbitro: SVK Ivan Kružliak |

| 24 de outubro de 2018 | Borussia Dortmund                            | 4 – 0     | Atlético de Madrid | Signal Iduna Park, Dortmund                 |
| 21:00 (UTC+2)         | Witsel 38' · Guerreiro 73', 89' · Sancho 83' | Relatório |                    | Público: 66 099 Árbitro: ING Anthony Taylor |

| 6 de novembro de 2018 | Atlético de Madrid       | 2 – 0     | Borussia Dortmund | Wanda Metropolitano, Madrid                 |
| 21:00 (UTC+1)         | Saúl 33' · Griezmann 80' | Relatório |                   | Público: 61 023 Árbitro: ITA Daniele Orsato |

| 28 de novembro de 2018 | Atlético de Madrid      | 2 – 0     | Monaco | Wanda Metropolitano, Madrid                     |
| 18:55 (UTC+1)          | Koke 2' · Griezmann 24' | Relatório |        | Público: 56 314 Árbitro: FIN Mattias Gestranius |

| 11 de dezembro de 2018 | Brugge | 0 – 0     | Atlético de Madrid | Jan Breydel, Bruges       |
| 21:00 (UTC+1)          |        | Relatório |                    | Público: ITA Davide Massa |

#### Oitavas de final
Jogo de ida
| 20 de fevereiro de 2019 | Atlético de Madrid      | 2 – 0     | Juventus | Wanda Metropolitano, Madrid |
| 21:00 (UTC+1)           | Giménez 78' · Godín 83' | Relatório |          | Árbitro: ALE Felix Zwayer   |

Jogo de volta
| 12 de março de 2019 | Juventus                        | 3 – 0 | Atlético de Madrid | Juventus Stadium, Turim                    |
| 21:00 (UTC+1)       | Cristiano Ronaldo 27', 48', 84' |       |                    | Público: 40 884 Árbitro: PBA Björn Kuipers |

Juventus venceu por 3–2 no placar agregado.